# División (matemática)

En la matemática, la división es una operación parcialmente definida en el conjunto de  los números enteros; en cambio, en el caso de los números racionales, reales y complejos es siempre posible efectuar la división, exigiendo que el divisor sea distinto de cero, sea cual fuera la naturaleza de los números por dividir. En el caso de que sea posible efectuar la división, esta consiste en indagar cuántas veces un número (divisor) está «contenido» en otro número (dividendo). El resultado de una división recibe el nombre de «cociente». De manera general puede decirse que la división es la operación inversa de la multiplicación, siempre y cuando se realice en un campo.
Debe distinguirse la división «exacta» (sujeto principal de este artículo) de la «división con resto» o residuo (la división euclídea). A diferencia de la suma, la resta o la multiplicación, la división entre números enteros no está siempre definida; por ejemplo, al repartir 20 manzanas entre 4 personas, cada una recibirá 5 manzanas, pero si se reparten 21 manzanas, cada persona recibirá 5 manzanas y sobrará una. La definición formal de «división», «divisibilidad» y «conmensurabilidad» dependerá luego del conjunto de definición.
Para que la división produzca siempre un número en lugar de un cociente más un resto, los números naturales deben ampliarse a números racionales o números reales. En estos sistemas numéricos ampliados, la división es la operación inversa a la multiplicación, es decir a = c / b significa a × b = c, siempre que b no sea cero. Si b = 0, entonces se trata de una división por cero, que no está definida.: 246  En el ejemplo de las 21 manzanas, cada persona recibiría 5 manzanas y un cuarto de manzana, evitando así que quede un resto.
Ambas formas de división aparecen en diversas estructuras algebraicas, diferentes formas de definir la estructura matemática. Aquellas en las que se define una división euclídea (con resto) se denominan dominios euclídeos e incluyen anillos polinómicos en una indeterminada (que definen la multiplicación y la suma sobre fórmulas de una sola variable). Aquellos en los que se define una división (con un único resultado) por todos los elementos distintos de cero se denominan campos y anillo de división. En un anillo los elementos por los que siempre es posible la división se llaman unidades (por ejemplo, 1 y -1 en el anillo de los enteros). Otra generalización de la división a estructuras algebraicas es el grupo cociente, en el que el resultado de la "división" es un grupo en lugar de un número.

## Introducción
La forma más sencilla de ver la división es en términos de «cociente y partición»: desde el punto de vista del cociente, 20 / 5 significa el número de veces que hay que sumar 5 para obtener 20. Desde el punto de vista de la partición, 20 / 5 significa el tamaño de cada una de las 5 partes en que se divide un conjunto de tamaño 20. Por ejemplo, 20 manzanas se dividen en cinco grupos de cuatro manzanas, lo que significa que veinte dividido por cinco es igual a cuatro. Esto se denota como 20 / 5 = 4, o 205 = 4. Lo que se divide se llama el dividendo, que se divide por el divisor, y el resultado se llama el cociente. En el ejemplo, 20 es el dividendo, 5 es el divisor y 4 es el cociente.
A diferencia de las otras operaciones básicas, al dividir números naturales a veces hay un resto que no va uniformemente al dividendo; por ejemplo, 10 / 3 deja un resto de 1, ya que 10 no es múltiplo de 3. A veces este resto se añade al cociente como una parte fraccionaria, por lo que 10 / 3 es igual a 313 o 3.33..., pero en el contexto de la división entera, donde los números no tienen parte fraccionaria, el resto se guarda por separado (o excepcionalmente, se descarta o se redondea). Cuando el resto se guarda como fracción, da lugar a un número racional. El conjunto de todos los números racionales se crea ampliando los enteros con todos los posibles resultados de divisiones de enteros.
A diferencia de la multiplicación y la suma, la división no es conmutativa, lo que significa que a / b no siempre es igual a b / a. La división tampoco es, en general, asociativa, lo que significa que al dividir varias veces, el orden de la división puede cambiar el resultado. Por ejemplo, (24 / 6) / 2 = 2, pero 24 / (6 / 2) = 8 (donde el uso del paréntesis indica que las operaciones dentro del paréntesis se realizan antes que las operaciones fuera del paréntesis).
La división se considera tradicionalmente como asociativo izquierdo. Es decir, si hay varias divisiones seguidas, el orden de cálculo va de izquierda a derecha:
{\displaystyle a/b/c=(a/b)/c=a/(b\times c)\;\neq \;a/(b/c)=(a\times c)/b.}
La división es  derecho-distributiva sobre la suma y la resta, en el sentido de que 
{\displaystyle {\frac {a\pm b}{c}}=(a\pm b)/c=(a/c)\pm (b/c)={\frac {a}{c}}\pm {\frac {b}{c}}.}
Lo mismo ocurre con la multiplicación, ya que {\displaystyle (a+b)\times c=a\times c+b\times c}. Sin embargo, la división no es  distributiva por la izquierda, ya que
{\displaystyle {\frac {a}{b+c}}=a/(b+c)\;\neq \;(a/b)+(a/c)={\frac {ac+ab}{bc}}.}  
Por ejemplo  {\displaystyle {\frac {12}{2+4}}={\frac {12}{6}}=2,} pero {\displaystyle {\frac {12}{2}}+{\frac {12}{4}}=6+3=9.}
A diferencia de la multiplicación, que es a la vez distributiva por la izquierda y por la derecha y, por tanto, distributiva.

## Definición
La división es una operación binaria que a dos números asocia el producto del primero por el inverso del segundo. Para un número no nulo, la función «división por ese número» es el recíproco de «multiplicación por ese número». De este modo, el cociente {\displaystyle a\ } dividido {\displaystyle b\ } se interpreta como el producto {\displaystyle \ a} por {\displaystyle {\tfrac {1}{b}}}.
Si la división no es exacta, es decir, el divisor no está contenido un número exacto de veces en el dividendo,[cita requerida] la operación tendrá un resto o residuo, donde:
{\displaystyle {\rm {dividendo=divisor\times cociente+resto.}}}
Etimología: la palabra deriva del latín dividere: partir, separar.

## Notación
En álgebra y ciencias, la división se denota generalmente a modo de fracción, con el dividendo escrito sobre el divisor. Por ejemplo {\displaystyle {\tfrac {3}{4}}} se lee: tres dividido cuatro. También puede emplearse una barra oblicua: {\displaystyle 3/4\,}; este es el modo más corriente en los lenguajes de programación por computadora u ordenador, puesto que puede ser fácilmente inscrito como secuencia simple del código ASCII. 
Otro modo de indicar una división es por medio del símbolo óbelo ({\displaystyle \div }) (también llamado «signo de la división»). Este símbolo también se usa para representar la operación de división en sí, como es de uso frecuente en las calculadoras. Otras variantes son los dos puntos (:) o el punto y coma (;).

## Propiedades
La división no es propiamente dicho una «operación» (es decir, una ley de composición interna definida por todas partes), sus «propiedades» no tienen implicaciones estructurales sobre el conjunto de números, y deben ser comprendidas dentro del contexto de los números fraccionarios.
- no-conmutativa, contraejemplo: {\displaystyle 5\div 3\neq 3\div 5};
- no-asociativa, contraejemplo: {\displaystyle (24\div 6)\div 2=2\neq 24\div (6\div 2)=8};
- pseudoelemento neutro a la derecha: 1

{\displaystyle {\dfrac {a}{1}}=a};
- pseudoelemento absorbente a la izquierda: 0

{\displaystyle {\mbox{ si }}b\neq 0,{\dfrac {0}{b}}=0};
- fracciones equivalentes:

{\displaystyle {\dfrac {a}{b}}={\dfrac {c}{d}}\iff ad=bc\ }.

## Algoritmos para la división

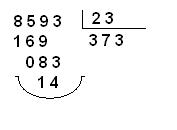
Ejemplo de una división.

Hasta el siglo XVI fue muy común el algoritmo de la división por galera, muy similar a la división larga y a la postre (sustituido por ésta como método predilecto de división). El proceso usual de división (división larga) suele representarse bajo el diagrama:
|                                   |  | {\displaystyle {\rm {Cociente\,}}}  |
| {\displaystyle {\rm {Divisor\,}}} |  | {\displaystyle {\rm {Dividendo\,}}} |
|                                   |  | {\displaystyle {\rm {Resto\,}}}     |

También se usa un diagrama equivalente con la línea debajo del dividendo
| {\displaystyle {\rm {Divisor\,}}}            |  | {\displaystyle {\rm {Dividendo\,}}} |
| {\displaystyle {\rm {\,_{(operaciones)}\,}}} |  | {\displaystyle {\rm {Cociente\,}}}  |
| {\displaystyle {\rm {Resto\,}}}              |  |                                     |

Y también se usa otro diagrama equivalente 
| {\displaystyle {\rm {Dividendo\,}}}          |  | {\displaystyle {\rm {Divisor\,}}}  |
| {\displaystyle {\rm {\,_{(operaciones)}\,}}} |  | {\displaystyle {\rm {Cociente\,}}} |
| {\displaystyle {\rm {Resto\,}}}              |  |                                    |

Otro método consiste en la utilización de una «tabla elemental», similar a las tablas de multiplicar, con los resultados preestablecidos.

## División de números

### División de números naturales
Consideremos el conjunto ℕ = {0, 1, 2, ...n, ...} de los números naturales  y sean a,b no nulo, c números naturales, diremos que 
{\displaystyle a\div b=c}
si 
{\displaystyle a=b\cdot c}
Si es así se dirá que a es el dividendo; b, el divisor; y c, el cociente si existe.
Sin embargo, dados dos números naturales a y b ≠ 0, existen dos únicos números naturales q y r tal que se cumplen las relaciones {\displaystyle a=b\cdot q+r,0\leq r<b}. 
El algoritmo que permite encontrar q y r, conociendo a y b, se denomina división entera, entre otros nombres.

### División de números enteros
La división no es una operación cerrada, lo cual quiere decir que, en general, el resultado de dividir dos números enteros no será otro número entero, a menos que el dividendo sea un múltiplo entero del divisor. 
Existen criterios de divisibilidad para números enteros (por ejemplo, todo número terminado en 0,2,4,6 u 8 será divisible entre 2), utilizados particularmente para descomponer los enteros en factores primos, lo que se usa en cálculos como el mínimo común múltiplo o el máximo común divisor.

### División de números racionales
La división en ℚ siempre es posible, toda vez que el divisor no sea nulo. Pues el cociente {\displaystyle x\div y}, no es sino el producto {\displaystyle x\cdot y^{-1}}
En los racionales, el resultado de dividir dos números racionales (a condición de que  el divisor no sea 0) puede calcularse con cualesquiera de las fracciones representativas. Se puede definir de la manera siguiente: dados p/q y r/s,
{\displaystyle {p \over q}\div {r \over s}={p \over q}\cdot {s \over r}={p\cdot s \over q\cdot r}}
Esta definición demuestra que la división funciona como la operación inversa de la multiplicación.

### División de números reales
El resultado de dividir dos números reales es otro número real (siempre y cuando el divisor no sea 0). Se define como a/b = c si y solo si a = cb y b ≠ 0.

#### División de formas binómicas cuadráticas
{\displaystyle (a+b{\sqrt {2}})\div (c+d{\sqrt {2}})=(a+b{\sqrt {2}})\times (c+d{\sqrt {2}})^{-1}}

### División entre cero
La división de cualquier número entre cero es una «indefinición». Esto resulta del hecho que cero multiplicado por cualquier cantidad infinita es otra vez cero, es decir que el cero no posee un inverso multiplicativo.

### División de números complejos
El resultado de dividir dos números complejos es otro número complejo (siempre y cuando el divisor no sea 0). Se define como
{\displaystyle {p+iq \over r+is}={pr+qs \over r^{2}+s^{2}}+i{qr-ps \over r^{2}+s^{2}}}
en donde r y s no son ambos iguales a 0.
En la forma trigonométrica {\displaystyle r(\cos a+i\sin a)\div s(\cos b+i\sin b)=(r\div s)(\cos(a-b)+i\sin(a-b))}
En forma exponencial:
{\displaystyle {pe^{iq}\div re^{is}}=(p\div r)e^{i(q-s)}.}

## División en diferentes contextos

### División euclídea
La división euclídea es la formulación matemática del resultado del proceso habitual de división de números enteros. Afirma que, dados dos enteros, a, el dividendo, y b, el divisor, tales que b ≠ 0, existen unos únicos enteros q, el cociente, y r, el resto, tales que a = bq + r y 0 ≤ r < |b|, donde |b| denota el valor absoluto de b.

### De los números enteros
Los números enteros no son cerrados bajo división. Aparte de que la división por cero es indefinida, el cociente no es un entero a menos que el dividendo sea un múltiplo entero del divisor. Por ejemplo, 26 no puede dividirse por 11 para obtener un número entero. En tal caso se utiliza uno de los cinco enfoques siguientes:
1. Decir que 26 no se puede dividir por 11; la división se convierte en una función parcial.
2. Dar una respuesta aproximada como  número de coma flotante. Este es el enfoque que se suele adoptar en cálculo numérico.
3. Dar la respuesta como una fracción que representa un número racional, por lo que el resultado de la división de 26 entre 11 es {\displaystyle {\tfrac {26}{11}}} (o como un número mixto, por lo que {\displaystyle {\tfrac {26}{11}}=2{\tfrac {4}{11}}.}) Normalmente, la fracción resultante debe simplificarse: el resultado de la división de 52 por 22 es también {\displaystyle {\tfrac {26}{11}}}. Esta simplificación puede hacerse factorizando el máximo común divisor.
4. Dar la respuesta como un entero cociente y un resto, por lo que {\displaystyle {\tfrac {26}{11}}=2{\mbox{ resto }}4.} Para hacer la distinción con el caso anterior, esta división, con dos enteros como resultado, se llama a veces división euclídea, porque es la base del algoritmo de Euclides.
5. Da como respuesta el cociente de enteros, por lo que {\displaystyle {\tfrac {26}{11}}=2.} Esta es la función suelo' aplicada al caso 2 ó 3. A veces se llama división entera, y se denota por "//".

La división de enteros en un programa de ordenador requiere un cuidado especial. Algunos lenguajes de programación tratan la división de enteros como en el caso 5 anterior, por lo que la respuesta es un número entero. Otros lenguajes, como MATLAB y cualquier sistema de álgebra computacional devuelven un número racional como respuesta, como en el caso 3 anterior. Estos lenguajes también proporcionan funciones para obtener los resultados de los otros casos, ya sea directamente o a partir del resultado del caso 3.
Los nombres y símbolos utilizados para la división de enteros incluyen div, /, \ y %. Las definiciones varían con respecto a la división de enteros cuando el dividendo o el divisor es negativo: redondeo puede ser hacia cero (la llamada división T) o hacia -∞ (división F); pueden ocurrir estilos más raros - véase operación módulo para los detalles.
Las reglas de divisibilidad pueden usarse a veces para determinar rápidamente si un entero divide exactamente a otro.

### De números racionales
El resultado de dividir dos números racionales es otro número racional cuando el divisor es distinto de 0. La división de dos números racionales p/q y r/s se puede calcular como
{\displaystyle {p/q \over r/s}={p \over q}\times {s \over r}={ps \over qr}.}
Las cuatro cantidades son números enteros, y sólo p puede ser 0. Esta definición asegura que la división es la operación inversa de la multiplicación.